# Krahnenstraße (Trier)

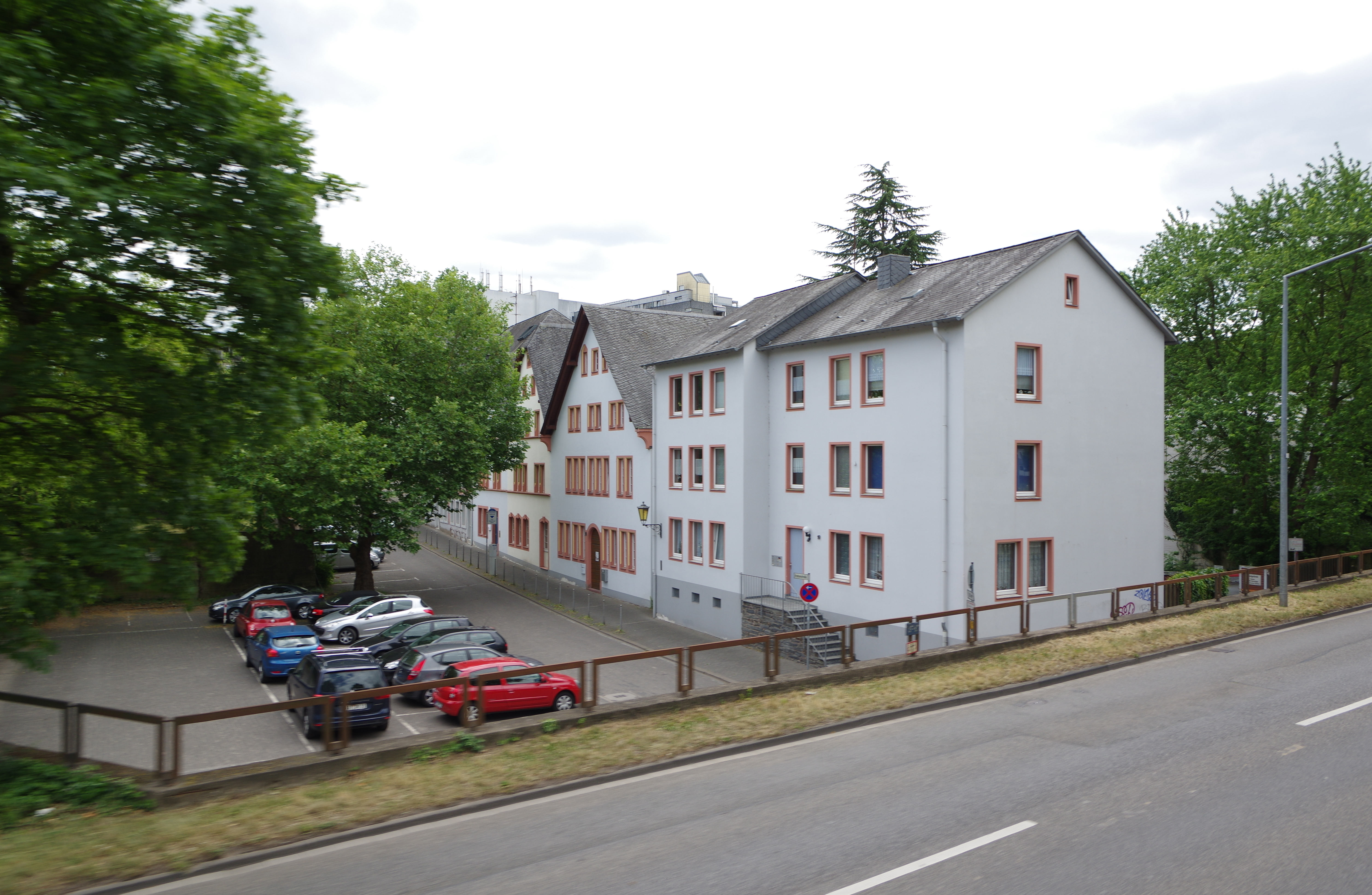
Krahnenstraße von Westen mit Haus Britanien (2. Gebäude v. r.)

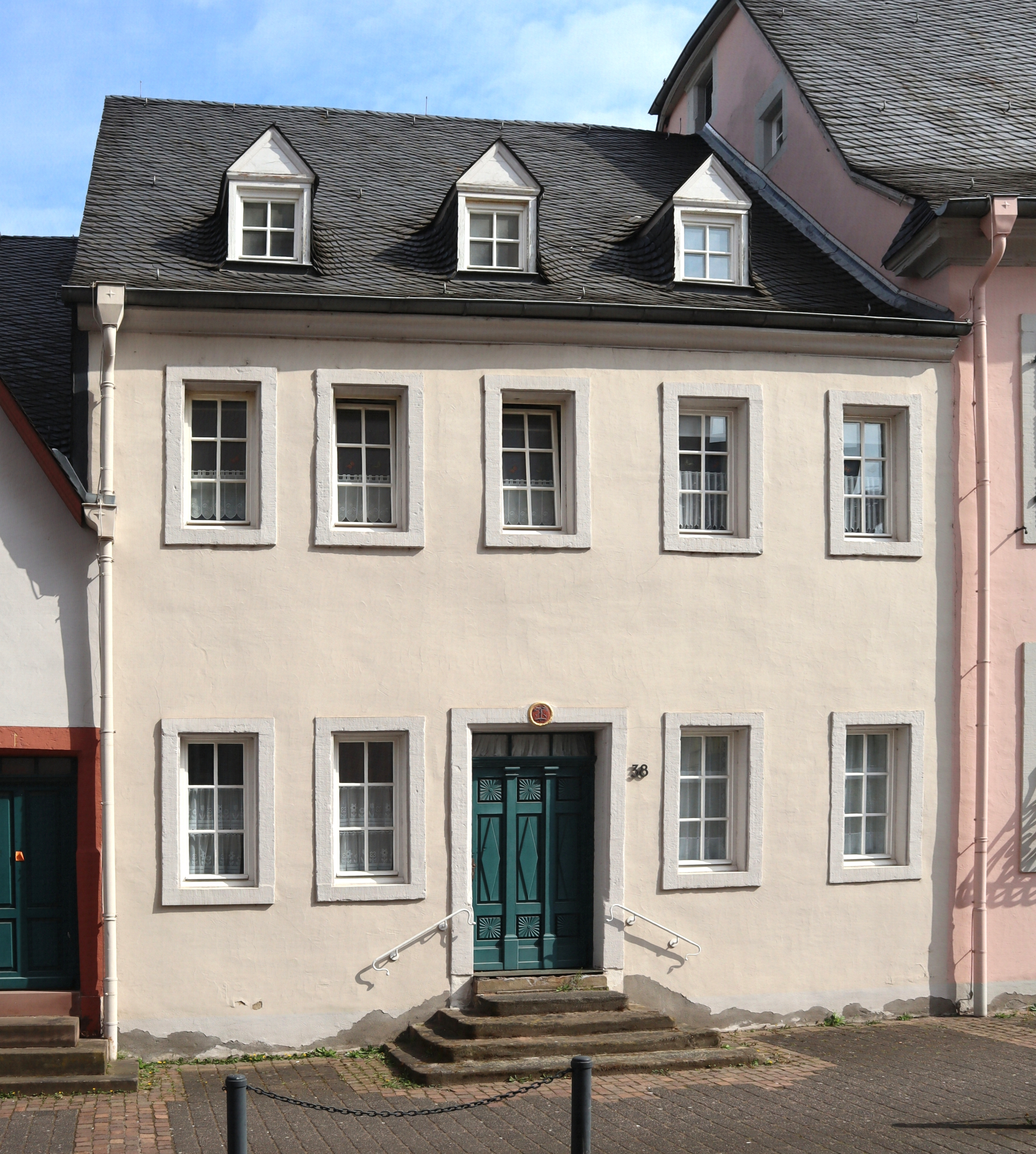
Krahnenstraße 38

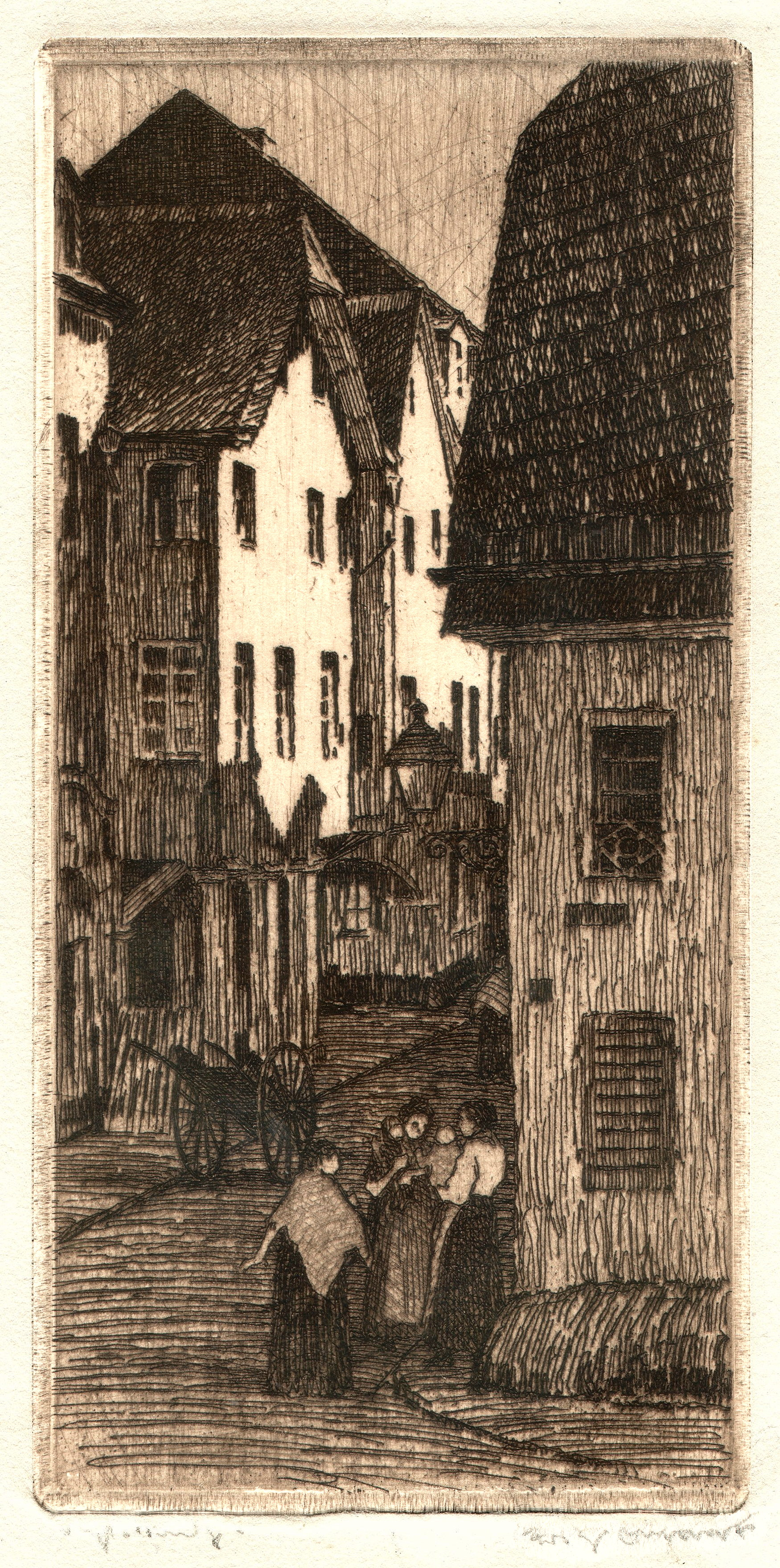
Krahnenstraße, Radierung von Fritz Quant, (vor 1918)

Die Krahnenstraße ist eine Straße in Trier im Stadtteil Mitte. Sie verläuft als Verlängerung der Johannisstraße hinunter an die Mosel zum Krahnenufer.

## Geschichte
Der Name leitet sich von dem 1413 erbauten Alten Krahnen ab und war früher Teil der Johannisstraße. Historisch ist die Straße die Hauptachse des Trierer Schifferviertels.

## Gebäude
In der Straße stehen zehn Kulturdenkmäler. Die Gebäude stammen aus mehreren Epochen. An der Straße befindet sich auch die nördliche Front des Mutterhauses der Borromäerinnen, das ebenfalls unter Denkmalschutz steht. Herausragend waren auch die im Zweiten Weltkrieg zerstörten Bürgerhäuser in der Krahnenstraße 20–29.

### Krahnenstraße 13 bis 18
Das Haus Britanien (Krahnenstraße 17/18), ursprünglich ein gotisches Giebelhaus aus dem 14. Jahrhundert, wurde in der ehemaligen Siedlung Britanien (nahe Irminenfreihof) wegen einer Straßenverbreiterung abgerissen. Später wurde es in der Krahnenstraße rekonstruiert, wo zuvor 1970/71 drei historische Gebäude abgerissen worden waren. Die beiden anderen Gebäude (Zum Goldenen Krahnen [Nr. 15], Zum Anker [Nr. 16]) wurden rekonstruiert. Von den Häusern Nr. 13 und 14 blieben die ursprünglichen Barockfassaden erhalten. Der Grundriss der Gebäude ist nach neuem Zuschnitt gestaltet, weil sie in ein Schwesternwohnheim integriert wurden.

### Ehemalige Caspary-Brauerei
Zu den inzwischen zerstörten Bauwerken in der Straße gehörte die Caspary-Brauerei. Der Gründer Johann Baptist Caspary stammte aus Bernkastel-Kues und gründete die Brauerei am 26. September 1826 in der Krahnenstraße. 1862 zog die Brauerei bei der Übernahme durch seinen Sohn Anton Caspary jedoch in die Fahrstraße 13–14 um und später nach Heiligkreuz.

### Haus Krahnenstraße 38
Das Bürgerhaus dominiert mit seinen schlichten barocken Formen. Das Gebäude ist jedoch nicht lokaltypisch, sondern findet sich in ähnlicher Bauform häufig im Rheinland. In seinem Ursprung wurde es vermutlich 1717 errichtet. Das zweigeschossige Haus ist völlig schmucklos und hat fünf Achsen. Der zentrale Eingang ist über fünf Eingangsstufen zu erreichen, was auf die ufernahe Bebauung zurückgeführt werden kann. Statt eines sonst typischen Mansarddachs hat das Haus ein einfaches Satteldach mit einem regionaltypischen kleinen Überstand und ist insofern zeitlos. Ein ähnliches, aber dennoch repräsentativeres Haus findet sich in der Simeonstraße 53.